# Zodarion talyschicum
Zodarion talyschicum är en spindelart som beskrevs av Peter Mikhailovitch Dunin och Andrei B. Nenilin 1987. Zodarion talyschicum ingår i släktet Zodarion och familjen Zodariidae.
Artens utbredningsområde är Azerbajdzjan. Inga underarter finns listade i Catalogue of Life.